# Peter 3. af Portugal
Peter 3. – på portugisisk Dom Pedro III – (5. juli 1717 – 25. maj 1786) var Portugals konge i 1777-86.
Peter var en yngre søn af Johan 5.. Da hans storbror Josef 1. ingen sønner havde blev det arrangeret at Peter giftes med den ældste datter, sin niece Maria i 1760.
De kom til tronen i 1777 og statsministern Markis de Pombal – som Maria hadede – blev øjebliklig afskediget.